# Valero di Bouvignes
Valero, o Walhero (Bouvignes-sur-Meuse, 1138 – 1199), è stato un religioso belga del XII secolo ed è venerato come santo e martire dalla Chiesa cattolica, nonostante non ci sia traccia di una canonizzazione ufficiale.

## Biografia
Nato nella provincia vallone di Namur, a Bouvignes, figlio di ricchi possidenti, diviene orfano di madre poco dopo la nascita. Studia presso i canonici di Leffe. Ben presto sente la vocazione sacerdotale e studia teologia all'istituto benedettino di Waulsort. Entra a far parte dei chierici secolari per non lasciar solo il padre. Il suo nome si trova in alcuni documenti del 1163 come membro del clero di Onhaye, con il curato Héribrand, già anziano e al quale succederà, nello stesso documento viene citato il vicario Fauchon, che probabilmente era suo nipote. Più tardi viene nominato decano rurale di Florennes, come lo testimonia un altro documento del 1190. È l'epoca delle Crociate e c'è molta tensione tra monasteri e abbazie. Spesso, le controversie tra monaci richiedono l'intervento del Conti di Namur o del vescovo di Liegi. Durante il suo ministero, Walhero fu molto impegnato nel correggere il comportamento, ritenuto disdicevole, dei preti della zona. Sembra che abbia cercato di metter pace nella parrocchia di Hastière, che dipendeva dall'abbazia di Waulsort, ci andò di persona e incontrò alcuni vicari, tra cui Fauchon, allora distaccato dalla parrocchia di Onhaye.

## Culto
Ogni anno a Onahye, la prima domenica dopo la festività di San Giovanni (24 giugno) si festeggia san Walhero con una processione: è l'evento religioso principale del villaggio. Il corteo si ferma davanti a molte cappelle ed edicole e infine viene celebrata la messa nella chiesa parrocchiale.